# Kralj
Kralj (tudi v južnoslovanskih jezikih, v nem. König, v italijanščini Re, v francoščini Roi, v španščini in portugalščini Rei, v angleščini King, v češčini Král, v poljščini Król, v madžarščini Király) je vladarski naslov, pridobljen dedno ali z izvolitvijo.
Kralj je bil sprva naslov za plemenskega poglavarja, nato pa za vladarja države. Naziv kralj se navadno uvršča med naziva cesar in vojvoda. Naziv najverjetneje izvira iz imena frankovskega kralja Karla Velikega. Položaj kralja je praviloma deden, izjemna srednja volilnost pa se omejuje na najvišje plemstvo.
Kralji ali kraljice so se začeli uveljavljati že v srednjem veku. Takrat je imel neomejeno oblast, s tujko despot.
Uporablja se tudi za nekatere vladarje v zgodovini, ki formalno niso imeli tega naziva oziroma so vladali, preden je naziv nastal (stari Egipt, Bližnji vzhod), ali pa še danes za vladarje v muslimanskih, zlasti nekaterih arabskih monarhijah.